# Ventil

Schema eines einfachen Absperrventils (Geradsitzventil).
Da die Strömung zwei Mal umgelenkt wird, hat es einen hohen Druckverlust.

Ein Ventil ist eine Armatur zur stetigen Dosierung (Steuerung) bis hin zur Absperrung des Durchflusses von Fluiden (Flüssigkeiten oder Gasen) oder Schüttgut.
Fachsprachlich wird im Deutschen nicht jedes Absperrorgan als Ventil bezeichnet. Armaturen wie Absperrschieber, Absperrklappen und Kugelhähne sind keine Ventile. (Dennoch werden Kugelhähne und Kükenhähne oft fälschlich als Kugelventile und Kükenventile bezeichnet.)
Bei Ventilen im engeren Sinne wird ein Verschlussteil (z. B. Teller, Kegel, Kugel oder Nadel) ungefähr parallel zur Strömungsrichtung des Fluids bewegt. Die Strömung wird unterbrochen, indem das Verschlussteil mit der Dichtfläche an eine passend geformte Öffnung, den Ventil- oder Dichtungssitz, gepresst wird.
Andere Armaturen, die als Ventil bezeichnet werden, obwohl sie nicht unter die obige Definition fallen, sind oft weichdichtende Absperrorgane und Rückschlagarmaturen (z. B. Kugel-, Auto- und Fahrradventil), bei denen die Abdichtung durch ein gummiertes Verschlussteil oder eine Gummimembran (wie beispielsweise bei Schlauchventilen und Quetschventilen) erreicht wird.
Die Änderung der Durchflussmenge erfolgt bei Ventilen in der Regel etwas gleichmäßiger über den gesamten Stellbereich als bei Hähnen, Schiebern und Klappen. Deshalb eignen sich Ventile neben dem Absperren von Stoffströmen gut für Regelaufgaben. Da im Bereich von Ventilsitz und Dichtkörper das Fluid umgelenkt wird, verursachen Ventile einen höheren Druckverlust und ein lauteres Geräusch als Armaturen mit freiem Durchfluss. Ein Toilettenspülventil wie es z. B. in den 1960ern üblich war, war sehr viel lauter als ein Kugelhahn.
Obwohl umgangssprachlich als „Hahn“ bezeichnet, enthält ein klassischer Wasserhahn in der Regel ein oder zwei Tellerventile (neuere Ausführungen enthalten Keramikkartuschen). Wasserhähne im ursprünglichen Sinne werden meist nur noch dann verwendet, wenn ein niedriger Druck ansteht, wie etwa bei Wassertanks und aus Quellen gespeisten Laufbrunnen.

## Geschichte
Ventiltechnik wurde bereits im Antiken Griechenland genutzt. Beispielsweise in der Pumpe des Ktesibios (siehe dazu Ktesibios), einer frühen Feuerspritze.

## Ventilarten

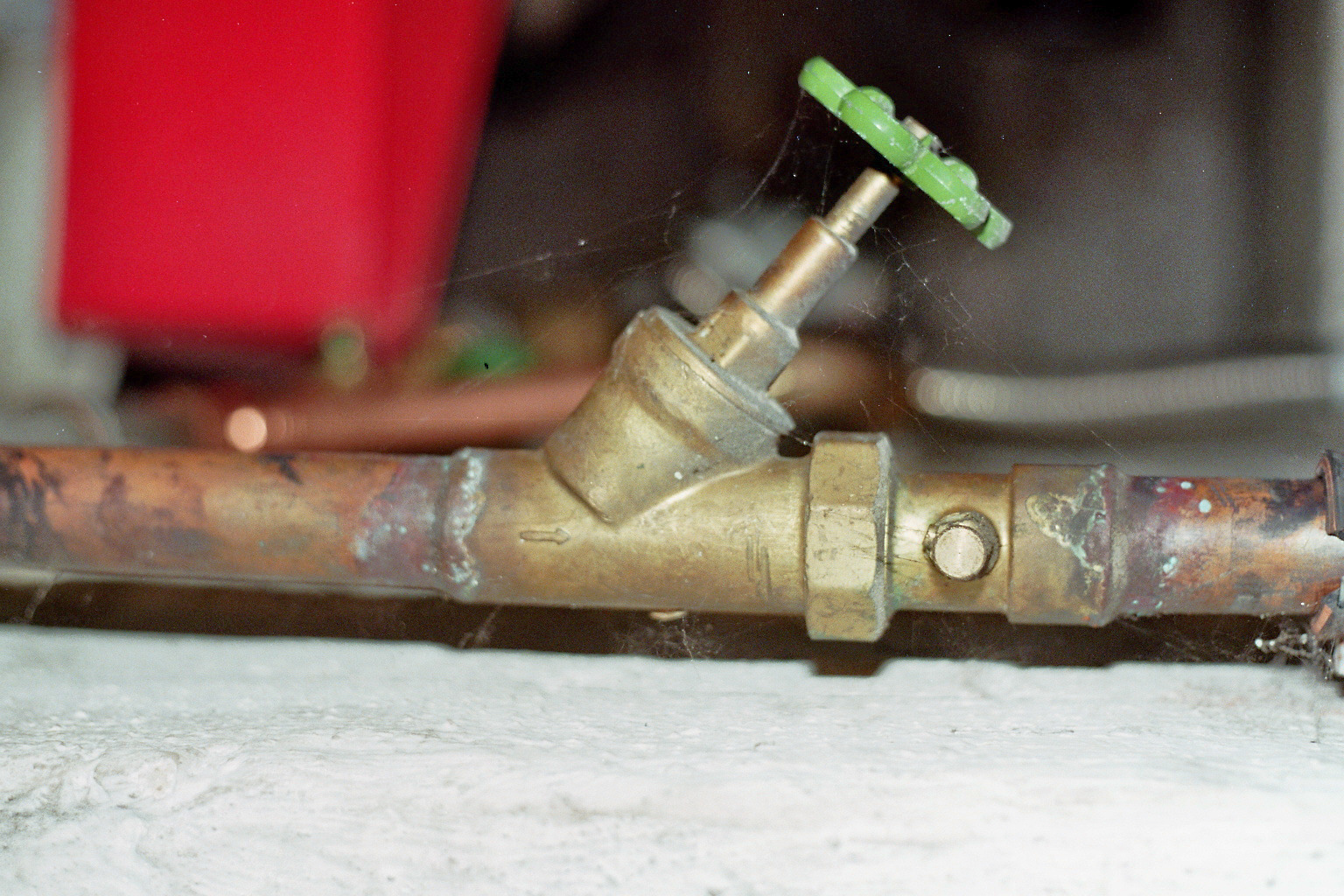
Schrägsitzventil als Erstabsperrung einer häuslichen Trinkwasserleitung

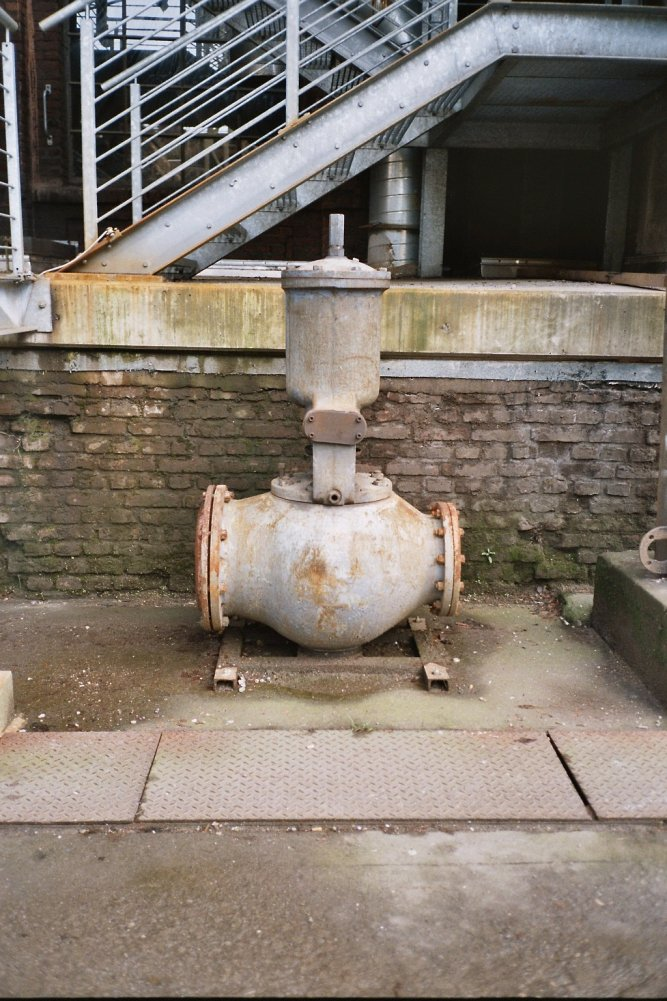
Ventil zum Regeln des Druckes in einer Gasleitung

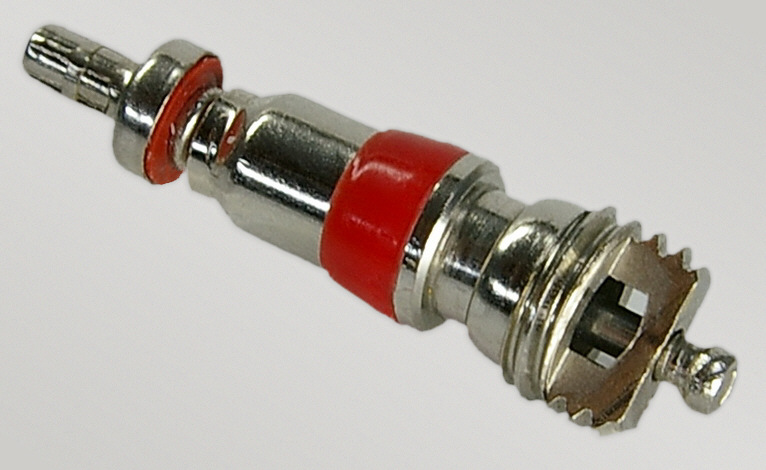
Ventileinsatz
aus PKW-Rad

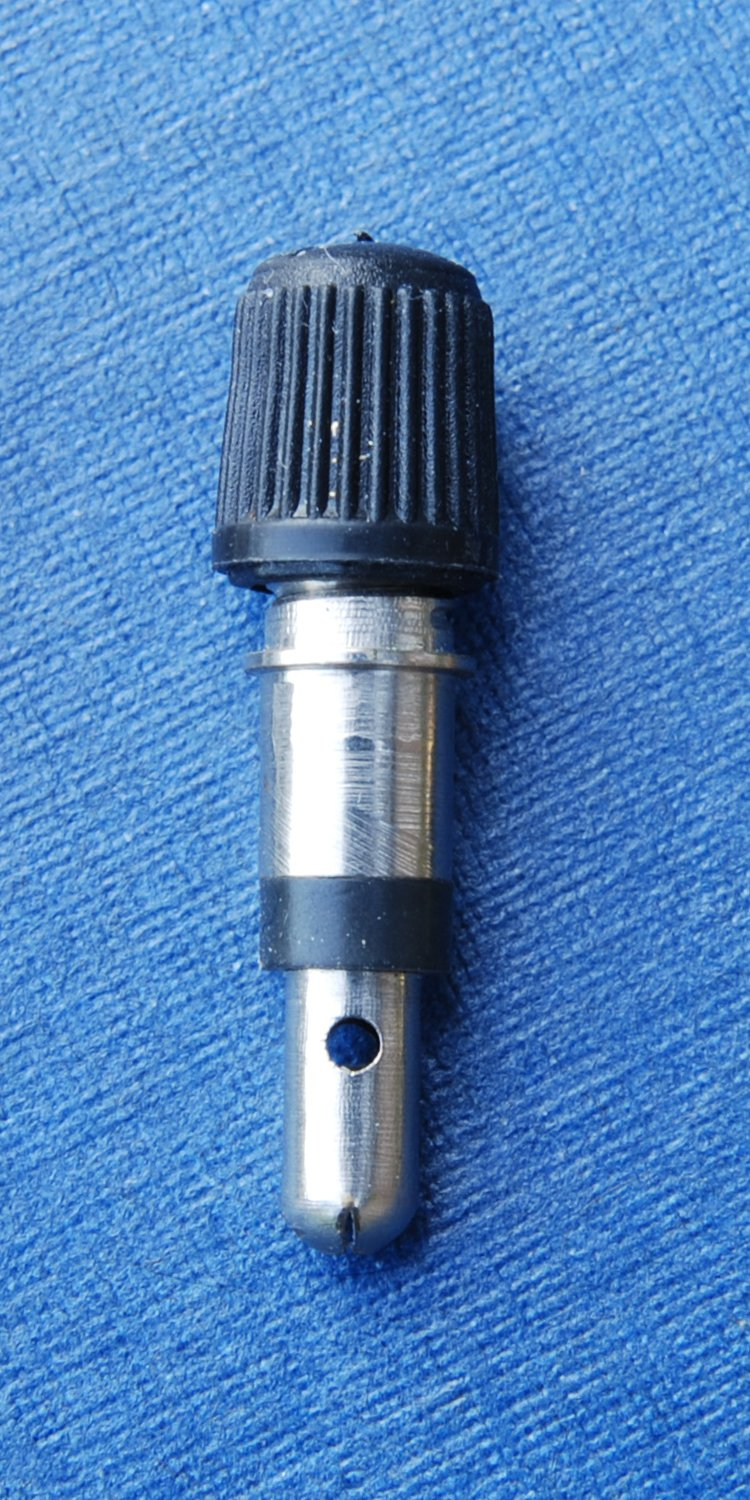
Blitz- oder Dunlop-Ventileinsatz eines Fahrrades

### Unterscheidung nach Bauform und Druckverlust
- Eckventil (die Anschlüsse stehen im rechten Winkel zueinander)
- Durchgangsventil (die Anschlüsse liegen parallel zur Strömungsrichtung), wobei der Durchgang „reduziert“ (mit Querschnittsreduzierung) oder „egal“ (ohne Querschnittsreduzierung) ausgeführt sein kann.
  - Geradsitzventil – Absperrkörper und Betätigungsachse sitzen rechtwinklig zur Strömungsrichtung. Dies verkürzt die Bauform und kann die Bedienung sowie die Unterputz-Montage erleichtern, bei welcher die Rohre verkleidet oder eingeputzt werden und das Ventil oft mit einem dekorativen Aufsatz oberhalb der Verkleidung versehen wird. Einfache Geradsitzventile verursachen einen hohen Druckverlust, da der Flüssigkeitsstrom im Ventil mehrfach umgelenkt wird. Um den Druckverlust zu verringern, bedarf es eines voluminösen Grundkörpers.
  - Schrägsitzventil – Absperrkörper und Betätigungsachse liegen in einem Winkel von etwa 45° zur Strömungsrichtung; der Flüssigkeitsstrom wird weniger stark umgelenkt, es entsteht ein geringerer Druckverlust,
  - Freiflussventil – diese Bezeichnung wird entweder synonym mit Schrägsitzventil oder für ein Schrägsitzventil mit noch weiter optimiertem Strömungsverlauf gebraucht
- Wegeventil
  - Drei-Wege-Ventile für das:
    - kontrollierte Mischen von Fluidströmen, wie sie beispielsweise zur Temperaturregelung für Heizwasser in der Heizungstechnik verwendet werden oder
    - abwechselnde Einlassen

  - Mischventil – ein Drei-Wege-Ventil mit zwei Eingängen und einem Ausgang; es kann sowohl einer der beiden Eingänge alleine auf Durchgang geschaltet, als auch eine Mischung der Stoffströme in beliebigem Verhältnis erreicht werden
  - Verteilventil- ein Drei-Wege-Ventil mit einem Eingang und zwei Ausgängen; der einfließende Stoffstrom wird auf beide Ausgänge verteilt oder nur jeweils einem Ausgang zugeführt

### Unterscheidung nach Betätigungsart
- Handbetätigte Ventile. Meist mit Handrad oder Knauf, da zur Absperrung in der Regel mehrere Umdrehungen erforderlich sind. Es gibt Ausführungen mit steigender oder nicht steigender Spindel. Bei letzterer verändert der Griff bei Betätigung seine Position in der Höhe nicht. Bei großen Nennweiten wird die Betätigungskraft durch Zwischenschaltung eines Getriebes reduziert.
- (Elektro-)Motorisch betätigte Ventile mit Ventilantrieb
- (Elektro-)Magnetisch betätigte Ventile
- Medienbetätigte Ventile, die pneumatisch oder hydraulisch angesteuert werden, ermöglichen unter Einsatz einer geringen Betätigungsenergie einen großen Massenstrom zu steuern.
  - Mehrstufige Ventile werden eingesetzt, um die Betätigungskraft bei großen Nenndurchmessern weiter zu verringern. Bei Hintereinanderschaltung mehrerer fremdmedienbetätigter Ventile wird das erste direkt und die weiteren indirekt angesteuert.
  - Eigenmediumbetätigte Ventile umfassen zum Beispiel Rückschlagventile
  - Fremdmedienbetätigte Ventile umfassen zum Beispiel Quetschventile; fremdmedienbetätigte Ventile werden zur Verringerung der Betätigungskraft eingesetzt oder sind als indirekt gesteuerte Ventile Teil einer komplexen Steuerungsanlage.
  - Zwangsgesteuerte Ventile: Eine Membran oder ein Kolben, der mit dem Magnetkern gekoppelt ist, dient dem Abdichten des eigentlichen Ventilsitzes. Nach dem Einschalten des elektrischen Stromes zieht der Kern an und öffnet den Hilfsventilsitz in der Membrane oder dem Kolben. Das auf der Membrane oder dem Kolben stehende Medium kann abströmen. Dadurch entstehen ausgeglichene Druckverhältnisse im Ventil, und über die Kopplung Kern/Membrane oder Kern/Kolben wird der Hauptventilsitz geöffnet. Bei dieser Ausführung ist kein Differenzdruck erforderlich. Der Nenndruckbereich beginnt beim Druck null.
  - Vorgesteuerte Ventile: Vorgesteuerte Ventile haben ein 3/2-Wege-Pilotmagnetventil. (Die Bedeutung dieses „3/2“ wird weiter unten in diesem Artikel erklärt.) Eine Membrane oder ein Kolben dient dem Abdichten des eigentlichen Ventilsitzes. Bei geschlossenem Vorsteuerventil kann sich über eine Drosselbohrung auf beiden Seiten der Membrane der anstehende Mediumsdruck aufbauen. Solange zwischen Eingang und Ausgang ein Druckunterschied besteht, wirkt aufgrund der größeren Fläche auf der Oberseite der Membrane eine Schließkraft. Wenn das Pilotventil geöffnet wird, baut sich der Druck oberhalb der Membrane ab. Die dadurch größer werdende Kraft an der Unterseite hebt nun die Membrane nach oben und öffnet das Ventil. Vorgesteuerte Ventile benötigen eine Mindestdruckdifferenz, um ein einwandfreies Öffnen und Schließen zu gewährleisten.

### Unterscheidung nach Aufgabe
Ventile erfüllen in einem pneumatischen oder hydraulischen System unterschiedliche Aufgaben. Sie bieten den Fluiden (Flüssigkeiten und Gasen) abhängig von verschiedenen Faktoren eine Barriere. Es gibt folgende 4 Fälle:
1. Das Fluid kann einfach beim Durchströmen in beide Richtungen behindert werden (Stromventile),
2. oder abhängig von der Strömungsrichtung (Rückschlagventile),
3. es kann abhängig vom Druck behindert werden (Druckventile),
4. oder das Durchströmen kann gleichzeitig auf mehreren Leitungen gesteuert werden. (Wegeventile, 3/2 oder höher)

#### Sperrventile und Stromventile
Stromventile (Regulierventile) reduzieren den Durchflussquerschnitt oder sperren ganz ab. Siehe Hauptartikel Stromventil. Beispiele:
- Drosselventil
- Verzögerungsventil
- Wechselventil (ODER-Element)
- Zweidruckventil (UND-Element)
- Stellventil (Regelventil) in einem Regelkreis
- Schnellschlussventil: Ein Schnellschlussventil erlaubt die schlagartige Unterbrechung einer Rohrströmung.
  - Zum Beispiel kann bei plötzlicher mechanischer Entlastung eines Generators (Lastabwurf) die Dampfzufuhr schlagartig unterbrochen werden. So lässt sich ein „Durchgehen“ der Turbine (Erhöhung der Drehzahl in einen Bereich, in welchem die Turbine Schaden nehmen könnte/würde) verhindern.
  - In der chemischen Industrie werden Schnellschlussventile eingesetzt, um im Fehlerfall Rohrleitungen möglichst schnell zu trennen.
- Absperrventil, Durchgangsventil, Stromschaltventil oder 2/2-Wege-Ventil: Ventil mit einem Eingang und einem Ausgang. In Ruhestellung drückt die Kernfeder, unterstützt vom Mediumsdruck, die Dichtung auf den Ventilsitz und schließt den Durchgang. Nach dem Einschalten wird der Kern mit der Dichtung in der Magnetspule bis an die Polfläche gezogen, das Ventil öffnet. Die elektromagnetische Kraft ist größer als die Summe aus Federkraft, statischer und dynamischer Druckkraft.

#### Rückschlagventile
Rückschlagventile lassen das Medium nur in einer Durchflussrichtung durch. Spezielle Rückschlagventile:
- Drosselrückschlagventil
- Schnellentlüftungsventil
- KFR-Ventile sind kombinierte Freistromventile mit Rückflussverhinderer, ausgeführt in der Regel als Schrägsitzventils, dessen Ventilteller bei offener Ventilstellung durch Federkraft auf den Ventilsitz gedrückt wird.
- Ein Teslaventil hat keine beweglichen Teile.

#### Druckventile
Druckventile behindern das Fluid in Abhängigkeit vom Druck. Sie werden im Normalfall erst in einem bestimmten Druckbereich aktiv. Siehe Hauptartikel Druckventil. Beispiele:
- Druckbegrenzungsventil und Zuschaltventil
- Druckwaage (Differenzdruckventil)
- Druckminderventil
- Druckregelventil
- Abblaseventil, Überdruckventil
- Membran-Antiheber-Ventil

#### Wegeventile
Wegeventile haben mindestens 3 Leitungsanschlüsse und steuern den Durchfluss wie Stromventile, also unabhängig von Druck oder Richtung. Es gibt sie als Dreiwegeventile, Vierwegeventile oder Wegeventile höherer Ordnung. Sie beeinflussen gleichzeitig mehrere Fluidströme. Sie können weiter nach den Schaltstellungen unterschieden werden, also diskret (Wegeventil als Schaltventil) und kontinuierlich (Wegeventil als Stetigventil). Siehe Hauptartikel Wegeventile. Beispiele:
- Proportionalventil (Wegeventil als Stetigventil)
- Regelventil (Wegeventil als Stetigventil)
- Servoventil (Wegeventil als Stetigventil)
- 3/2-Wege-Ventil (Wegeventil als Schaltventil): 3/2-Wege-Ventile haben drei Anschlüsse und zwei Ventilsitze. Dazu gehören auch das Flipperventil und das Wippenventil. Wechselseitig bleibt immer ein Ventilsitz geöffnet oder geschlossen. Je nach Anschluss des Betriebsmediums an den verschiedenen Arbeitsanschlüssen ergeben sich unterschiedliche Funktionen. Der Druck steht unter dem Ventilsitz an. Eine Feder presst im stromlosen Zustand die untere Kerndichtung auf den Ventilsitz und sperrt das Ventil. Die Leitung am Anschluss A wird über R entlüftet. Nach dem Einschalten des elektrischen Stromes zieht der Kern an und dichtet den Ventilsitz am Anschluss R über eine federnd gelagerte Dichtung ab. Das Medium hat Durchgang von P nach A.

### Unterscheidung nach der Bauart des Absperrkörpers
Ventile können auch nach der Bauform ihres Absperrkörpers und seiner Wirkungsweise unterteilt werden.
Als Wirkungsweisen (Verschlussarten) sind Sitzventile und Schieberventile zu unterscheiden: der Dichtkörper bewegt sich entweder in Flussachse, also auf die Dichtfläche zu (Sitz), oder senkrecht zur Flussachse, also an der Dichtfläche entlang (Schieber). Unterschiede ergeben sich daraus insbesondere bei Betätigungskraft, Verschleiß und Störanfälligkeit – z. B. durch Feststoffe im Fluss – und in der Durchflussmodulationsweise.
Beispiele sind:
- Tellerventil (Sitzventil): Der Absperrkörper ist tellerförmig ausgebildet, ein Beispiel ist der typische klassische Wasserhahn. Vgl. auch Ventilsteuerung (Verbrennungsmotoren)
- Rohrventil oder Doppelsitzventil (Sitzventil): Der Absperrkörper ist ein Rohrstück und besitzt zwei ringförmige Dichtflächen; dadurch wird druckentlastete Betätigung erreicht. Vgl. auch Ventilsteuerung von Dampfmaschinen
- Kolbenventil (Schieberventil): Der Absperrkörper ist ein Kolben. Der Bierhahn ist ein Drehschieberventil
- Membranventil: Der Absperrkörper besteht aus einer Membran, die beim Rollmembranventil durch Abrollen die Ventilquerschnittsfläche von einer Seite her (wie beim Schieberventil) mehr oder weniger freigibt, diese Bauart wird zum Beispiel bei Be- und Entlüftungsventilen eingesetzt.
- Quetschventil: Der Absperrkörper ist die schlauchförmige Durchflusskanalwand selbst.
- Nadelventil (Sitzventil): Die kegelförmige Spitze des Absperrkörpers drückt gegen eine ringförmige Ein-/Auslassöffnung (z. B. Schwimmernadelventil im Vergaser eines Benzinmotors)
- Kugelventil (wahlweise Sitz- oder Schieberventil): Der Absperrkörper ist eine Kugel, in der Schiebervariante mit Durchlasskanal.

### Andere Unterscheidungsmerkmale
Weiterhin können pneumatische Ventile nach Dichtwerkstoffen (hart/weichdichtend) sowie Position der Dichtung (auf dem Kolben/im Gehäuse) und dem Dichtungsaufbau unterteilt werden. Allgemeinere Unterscheidungskriterien sind Nennweiten, Nenndruckstufen und Medien. Ein Ventil kann zusätzlich zwischen steigenden oder nichtsteigenden Spindeln unterschieden werden. Steigende Spindeln haben den Vorteil, dass die Ventilstellung von außen ersichtlich ist, was ansonsten nicht der Fall ist.

## Anwendung
Durch Ventile lassen sich Durchflussmengen in einer Rohrleitung präzise dosieren, sowie sicher gegen die Umgebung abschließen. Sicherheitsventile dagegen sind dahingehend konzipiert, große Massenströme zuzulassen, um unzulässige Druckverhältnisse (z. B. in einem Behälter) rasch ausgleichen zu können.
Ventile haben stets einen gewissen Strömungswiderstand, wodurch sie für manche Anwendungen nicht geeignet sind. Außerdem ist es sehr schwierig, die Betätigungseinheit absolut dicht zu halten.
In der überwiegenden Zahl von Fahrzeugen wird heute als Antrieb ein Ottomotor in Viertaktbauweise eingesetzt, bei dem Ein- und Auslassventile in der Ventilsteuerung dazu dienen, den Gasfluss zu steuern.
Ventile, insbesondere Magnetventile, werden in der Industrie oft und vielfältig eingesetzt: im Bereich der Fabrikautomation zum Bewegen von Zylindern, Greifsystemen oder Auswerfern, in der Medizintechnik für Beatmungsgeräte oder Dialyse, in der chemischen Industrie, der Lebensmittelindustrie, Wasseraufbereitung und vielen weiteren Gebieten.
Auch die Segelklappen am Herzen von Säugetieren und die Taschenklappen in den Venen haben die Funktion von Ventilen.
Häufig wird der Begriff Ventil als Überbegriff verwendet. Je nach Bauart werden synonyme Bezeichnungen wie Hahn, Schieber oder Klappe verwendet.

## Weitere Ausführungen
- Mikroventil in Mikrosystemen
- Eine Ventilinsel besteht aus mehreren Ventilen mit gemeinsamer Versorgung.

### Schaltsymbole und Schaltpläne
Eine umfangreiche Auflistung von Schaltzeichen für Ventile sowie für deren Betätigungsart in der Fluidtechnik findet man in folgender Liste der Schaltzeichen (Fluidtechnik). Komplette pneumatische Schaltpläne enthalten u. a. Stellglieder (Ventile) zur Steuerung der Arbeitsglieder (Zylindern).